# Elsa (lionne)
Elsa, née le 28 janvier 1956 et morte le 24 janvier 1961, est une lionne élevée en captivité par le garde-forestier George Adamson et sa femme Joy Adamson au Kenya.

## Biographie
Destinée à un zoo, ainsi que deux autres lionceaux de la même portée, Elsa est adoptée par Joy qui s'est attachée à elle et l'élève comme un animal de compagnie. Bien que d'une extrême douceur, Elsa n'en est pas moins un fauve et arrivée à l'âge adulte, le couple (qui doit regagner l'Angleterre), décide de la remettre en liberté. Mais auparavant Elsa doit apprendre la « vie dans la savane » à commencer par la chasse, faute de quoi, elle ne pourrait y survivre. Ainsi le couple commence son apprentissage et part à la rencontre de ses congénères.
Après bien des tentatives infructueuses, Elsa devient la femelle d'un lion et retourne à la vie sauvage.
Quelques années plus tard, de retour au Kenya, les Adamson tentent de revoir Elsa, au lieu même du dernier campement où elle les a quittés. C'est ainsi, qu'après plusieurs jours d'attente, apparaît la lionne accompagnée de trois petits. L'endroit devient un lieu de rendez-vous régulier avec l'animal.
Elsa est morte jeune de babésiose, une maladie sanguine rare chez les félins.
Sa vie a été racontée dans les livres de Joy Adamson Born Free et Living Free, tous deux adaptés au cinéma - Vivre libre (1966 de James Hill), Nés pour être libre (1972 de Jack Couffer) et une série télévisée Vivre libre (1974).
Le téléfilm Born Free: A New Adventure (en) (1996) de Tommy Lee Wallace reprend cette histoire.